# USS LST-811
O USS LST-811 foi um navio de guerra norte-americano da classe LST que operou durante a Segunda Guerra Mundial.